# Aloe erinacea
Aloe erinacea é uma espécie de liliopsida do gênero Aloe, pertencente à família Asphodelaceae.